# Абдельхамид Шараф
Абдельхамид Шараф (араб.  عبد الحميد شرف‎;
8 июля 1939, Багдад — 3 июля 1980, Амман) — хашимитский принц, премьер-министр Иордании с 19 декабря 1979 по 3 июля 1980 года.

## Биография
Абдельхамид Шараф родился в Багдаде 8 июля 1939 года в одной из иракских ветвей хашимитской монархии. Потомок шарифов Мекки. Шестиюродный дядя короля Хусейна. Сын Шарифа Шарафа ибн Раджиха аль-Фавваза, в 1941 году регента при малолетнем короле Ирака Фейсале II.
Окончил Американский университет Бейрута, имел дипломы бакалавра философских наук и магистра в области международных отношений.
В 1962 году назначен руководителем департамента арабских стран и Палестины МИД Иордании. С 1963 года — генеральный директором Радио Иордании, позже помощник начальника королевской канцелярии. С 1965 года — начальник отдела международных организаций МИД, в 1966—1967 — министр информации. Летом 1967 года назначен послом Иордании в США и Канаде. 15 марта 1972 года назначен постоянным представителем Иордании при ООН. С 13 июля 1976 года начальник королевской канцелярии.
19 декабря 1979 года назначен премьер-министром Иордании, министром обороны и иностранных дел.
Умер в этой должности. Похоронен на Королевском кладбище в Аммане.